# エマルシェ
株式会社エマルシェ（英語: EMARCHE Co., Ltd.）は、宮城県仙台市青葉区に本社を置き、さくら野百貨店仙台店を運営していた企業。2017年2月27日に仙台地方裁判所へ自己破産を申請し、倒産した。

## 概要

### 百貨店連合の誕生～マイカルとの連携
1978年（昭和53年）3月にニチイの支援を受けて丸光（仙台市）、カネ長武田百貨店（青森市）、山田百貨店（福島市）、イチムラ（長岡市）、小美屋（川崎市）と共に株式会社百貨店連合を設立したのが始まりである、
同年4月、百貨店連合の設立に参加した百貨店5社と同社が、経営管理に関する業務委託契約を締結して業務を受託し、1981年（昭和56年）3月に先行して武田百貨店、やまだ百貨店、イチムラの3社が合併して株式会社武田山田百貨店を発足させ、1982年（昭和57年）9月に株式会社百貨店連合が武田山田百貨店や丸光、小美屋と合併して5社が経営していた百貨店の経営を完全に引継いだ。
1985年（昭和60年）3月に百貨店連合から株式会社ダックシティに社名を変更し、各店の店名の前にダックシティを付けるようになり、1990年（平成2年）のマイカルビブレ事業本部との業務提携に伴って1991年（平成3年）に店名をビブレ（VIVRE）に変更し、1998年（平成10年）2月にダックシティから株式会社ダックビブレに社名を変更した。
その後マイカルからの自立を模索していたものの、2001年（平成13年）9月14日に株式の76.4%を直接保有して間接保有と合せて83.4%を保有する親会社のマイカルが民事再生法適用を申請したことに伴い、東京地方裁判所に民事再生法の適用申請をして事実上経営破綻した。
民事再生法の適用申請をした際にはそのまま各店舗の営業を続けたが、破綻直後の2001年（平成13年）10月に集客力が低下して業績が低迷していた気仙沼ビブレの閉店を決定して2002年（平成14年）1月10日に閉店した。
2002年（平成14年）2月28日、日本政策投資銀行や取引先の企業約10社などの出資で企業再建ファンドを設立して、資本金をいったん100%減資後にそこから出資を受ける形で再建を目指す方針を発表し、2002年（平成14年）5月に再生計画案が債権者集会で可決されて裁判所から認可を受け、日本政策投資銀行や不動産会社で青森店などの大家である武田(青森市)など15の地元企業・団体が11億7800万円を出資して事業再生に乗り出した。
この増減資を伴った再建策によりマイカルグループから独立した独立資本の百貨店として営業することになったため、一般から公募した新名称から店舗を展開する東北4県には桜の名所が多いことにちなんでさくら野百貨店を選び、同年10月1日にダックビブレからさくら野に社名と店名を変更して新たなスタートを切った。

### 「さくら野百貨店」の誕生と仙台店の特殊性
しかし、2001年（平成13年）9月以降7店全体の売上高が平均で前年比約75%と落ち込んだ状態からスタートし、2003年（平成15年）3月末に7店全体の売上高の2割以上を占める仙台店は、約12億円を投じて全面的に改装して東北初の売場を導入して若い女性客を増やして前年比20%増となったものの再生計画の前年比40%増の半分に留まり、食料品売上が破綻前より25%減に落ち込んだままとなるなど、さくら野百貨店として再スタートしてから1年経った2003年（平成15年）9月時点でも破綻で失われた信用を取り戻せず売上の回復は思うように進まなかった。
そのため、2004年（平成16年）1月に高島屋と業務提携して営業部長などの人材派遣を受け、同年11月に高島屋の業務支援を受けて基幹店の仙台店の地下食品売り場を改装してさくら野ごちそう館とするなど提携や改装を行った。
2005年（平成17年）4月に初代さくら野百貨店を仙台店を運営する2代目さくら野百貨店（現エマルシェ）、仙台店の資産管理をするさくら野DEPT仙台、仙台以外の東北の店舗を運営するさくら野東北（現さくら野百貨店=3代目）に3分割して新たなスタートを切り、翌月5月に東京地裁から民事再生手続き終結決定を受けた。
2代目さくら野百貨店は、2005年（平成17年）4月27日に高島屋の業務支援を受けて、仙台店の7階のレストラン街を含む2-7階のフロアに約60の新規ブランドや売場を導入する大改装を行い、2007年（平成19年）5月29日に株主総会で当時28.2億円だった資本金を1億円に大幅に減資して減損会計に伴う損失処理に対応するなど改革を進めたが、改革の進展が遅れて2009年（平成21年）2月期に売上高が約120億円とピークから半減して約5億円の当期赤字となるなど経営不振が続いた。
そこで2009年（平成21年）7月15日の臨時株主総会と取締役会で、分社化以降不振が続いていた2代目さくら野百貨店の社長らを退任させて、さくら野東北社長と2代目さくら野百貨店会長だった臼井修がさくら野東北社長と兼務で社長に就任すると共に、役員もさくら野東北から派遣し、分社化以降別々に行っていた商品調達や販促活動を再び一本化して合理化を図る方針が打ち出された。
この再建策の一環として2010年（平成22年）2月期中に外商部門の新規の顧客開拓をやめて既存顧客の対応にとどめて事実上撤退して店頭販売に集中する一方で、共同持ち株会社の設立による経営統合の検討などが進められた。しかし、紳士服や子供服、食器、寝具など6-8階の売場を縮小して7階と8階の一部にブックオフを入居させるなど外部企業に貸し出してテナント化を進めてテナント収入比率が大きく上昇する当店の方向性がさくら野東北が運営している他店の店舗戦略と大きく異なってきたため、2010年（平成22年）4月7日にメリットが少ないとして経営の再統合を断念。独立に向けて舵を切り、当社とさくら野東北との資本関係を整理することになった。この方針に沿って、当社の保有するさくら野東北株を、同社の大株主である不動産会社の武田とその関係者に譲渡。社長の兼任も解消した。
次いで、同年5月には経営体制を一新し、8月1日から2代目さくら野百貨店はエマルシェに社名変更、同年9月12日には佐々木社長らエマルシェの経営陣で組織する持ち株会エマルシェ・フェニックス・プロジェクトが大株主の不動産会社の武田とクレディ・スイスグループから全株式の約80.48%にあたる3万2513株を取得するMBOを実施し、独立を果たした。
なお、エマルシェの社名変更と同時にさくら野東北は3代目のさくら野百貨店となっており、現在企業名としてのさくら野百貨店はこの企業を指している。
この社名変更後も店舗名は従来通りで、エマルシェの経営する店舗はさくら野百貨店仙台店として営業し、エマルシェと3代目さくら野百貨店の間の商品調達や販促活動などの連携も継続していた。

### エマルシェの終焉
しかし、2011年3月に発生した東日本大震災の影響を受けたことにより、資金繰りが急激に悪化。仙台駅周辺の再開発やそれに伴う大型商業施設(S-PALなど)の新規開業による有力テナントの撤退が減収推移に拍車を掛け、賃料未払いにより地権者から建物明け渡しの訴訟となるなど、混乱を極めた。
仙台店にとって実質の営業最終日となった2017年2月26日は「建物の耐震診断」を理由として午後6時で閉店した。が、翌日の2月27日朝にはシャッター前に倒産の公示が貼り出され、以降営業停止となる。約120人の従業員は一斉解雇となった。従業員の多くは、エマルシェの倒産を前夜・当日に知り、中には出勤してようやく事態を知った者もいたという。

## 社名の由来
「エマルシェ」は笑顔の笑（え）と仏語で市場を表すマルシェ（marché）を組み合わせた造語である。地域の人と暮らしに「笑顔」を創造するベストパートナーでありたい、という決意を表現した。

## 沿革
- 1978年（昭和53年）3月 - 丸光（宮城県）、カネ長武田百貨店（青森県）、小美屋（神奈川県）、山田百貨店（福島県）、イチムラ（新潟県）の5つの百貨店事業者が、ニチイ（マイカルを経て、現在はイオンリテールに吸収）の支援を受けて百貨店連合を設立[2]。
- 1981年（昭和56年）3月 - 先行して武田百貨店、やまだ百貨店、イチムラの3社が合併して株式会社武田山田百貨店が発足[2]
- 1982年（昭和57年）9月 - 株式会社百貨店連合が武田山田百貨店や丸光、小美屋と合併して営業を引継ぐ[2]
- 1985年（昭和60年）3月 - ダックシティに社名変更[2]
- 1990年（平成2年）9月 - マイカルビブレ事業本部と業務提携[24]
- 1998年（平成10年）2月 - ダックビブレに社名変更[2]
- 2001年（平成13年）9月14日 - 親会社のマイカルの事実上の経営破綻の影響により民事再生法の適用を申請する[4]
- 2002年（平成14年）
  - 7月 - 既存株の100%減資を行い、マイカルグループを離脱。
  - 10月1日 - 社名と店名を一般公募で決めた (旧) さくら野百貨店へと変更[10][9]。
- 2004年（平成16年） - 髙島屋ハイランドグループに加盟[12]。
- 2005年（平成17年）
  - 3月21日 - 福島店を閉店（地元の要望を受け、閉店後は長崎屋福島店跡地の「ニュー福ビル」にて仙台店のサテライトショップとして営業していたが、1年後に完全閉店）。
  - 4月 - 本社機能と仙台店を運営するさくら野百貨店と[14]仙台店の設備管理などに当たるさくら野DEPT仙台[14]（資本金1,000万円）[注釈 1]、他5店舗を運営するさくら野東北[14]（資本金10億円。株式の51%を武田株式会社、49%をさくら野百貨店が保有）の3社に分社化。
  - 6月 - 東京地方裁判所より民事再生手続終結決定[23]。
- 2010年（平成22年）8月1日 - さくら野百貨店が株式会社エマルシェに社名変更し[22]、さくら野東北株式会社が (新) 株式会社さくら野百貨店の社名を引き継ぐ[24]。
- 2011年（平成23年）9月12日 - エマルシェ・フェニックス・プロジェクト(佐々木社長らエマルシェの経営陣で組織する持ち株会)がMBOを実施してクレディ・スイスや武田より株式を買収し、独立[23]。
- 2016年（平成28年）4月 - 株式会社東北リテールマネジメントが、エマルシェ・フェニックス・プロジェクトより株式会社エマルシェの株式を取得[26]。
- 2017年（平成29年）
  - 2月27日 - 株式会社エマルシェが仙台地方裁判所に破産手続開始を申請し、即日破産手続開始決定を受ける。自前の売り場も同日より閉鎖（テナントのみ営業）[26][27]。
  - 5月28日 - 全テナントの営業が終了[29][30]。
  - 6月30日 - 破産管財人による建物の管理が終了。7月1日以降は建物所有者や地権者が建物を管理しているが[31]、各所有地・地権者との折衝を経て2021年現在は跡地の再開発計画に乗り出している。
- 2019年（平成31年）4月26日 - 法人格消滅[32]。

## 店舗

### さくら野百貨店仙台店
1946年（昭和21年）6月1日に丸光合名会社として雑貨店を開き、MARUMITU DEPT.STOREの文字を掲げて営業を開始したのが始まりである。
1953年（昭和28年）10月に百貨店としての営業を開始し、増築工事中の1956年（昭和31年）5月5日の火災で延べ床面積5,141m2のうち2,397m2が焼失するなど災難に見舞われながらも1957年（昭和32年）10月に工事を完成させるなど増床を進め、1965年（昭和40年）には売場面積11,317m2で地元の老舗百貨店藤崎の9,910m2や東京資本の老舗百貨店三越仙台店の8,928m2を上回る仙台最大の売場面積を誇る百貨店となった。売上高も42.3億円を上げて三越（41.5億円）、藤崎（43.4億円）と3つ巴の激しい競争を繰り広げた。1972年（昭和47年）11月にも増床をし、藤崎や三越の増床に対抗すると共に、1963年（昭和38年）の長崎屋仙台店を皮切りに1975年（昭和50年）のジャスコ仙台店とダイエー仙台店など相次いで進出してきた全国チェーンの総合スーパーとも競争を続けた。
店舗は1982年3月に丸光と小美屋（川崎市）が合併した丸光小美屋、1981年に丸光小美屋を合併した百貨店連合（後のダックシティ、ダックビブレ、初代のさくら野百貨店）と経営母体が移り変わり、店名も「丸光仙台店」「ダックシティ丸光仙台店」「仙台ビブレ」「さくら野百貨店仙台店」と変遷した。
2017年2月27日に運営会社のエマルシェが破産手続開始を申請し、自前の売り場も同日より閉鎖された。直営でない店舗はイオン仙台店や近隣の建物に移った。建物は2021年現在も放置されたままだが、上述の通り再開発計画が出ている。
閉店当時、JR仙台駅前の主要な百貨店の一つで、西口から中心商店街の中央通に至る途上に立地し、西口のペデストリアンデッキで仙台駅と直結していた（1979年12月22日接続）。また、青葉通、駅前通、東五番丁通に面し、JR仙石線 あおば通駅や仙台市地下鉄南北線 仙台駅と地下で直結していた。

### 建物
- 地上8階・地下2階建て。
- 増築を繰り返した結果、通りに面した外観からは一見単一の建物に見えるが、実際は9棟で構成されている（本館、東館、北新館、西新館、Mビル、豊ビル、階段ビル、味の会館、吉田ビル）。これに加え地権者が複数に渡ることもあって、エマルシェ倒産後の解体を困難にしており、倒産後もしばらく建物は放置されている[40]。

### ミュージックサイレン
丸光時代には、午前10時、正午、午後3時、午後5時の計4回、「荒城の月」のオルゴール音楽を仙台店の屋上に設置されたサイレン（通称：ミュージックサイレン）で流していた。これは1953年（昭和28年）10月の増床改築完成を記念して設置されたもの。いわゆる“初鳴き”は、同年12月11日である。当時の金額で1台100万円もしたうえ、1都市1台限定とされていたもので、東北地方では初の導入となった。大音量であったため、仙台市都心部はもとより、郊外でもよく聞こえたという。選曲は、作詞者が仙台出身の土井晩翠であることに因む。演奏は、主旋律と副旋律によるポリフォニー（2和音）であった。
また、午後9時には、上記のサイレンを用いて、丸光の社員が直接鍵盤を操作して演奏する「この道」や「家路」が流されていた。こちらの選曲は、宮城県警察からの要請であった。
しかし長年流し続けたこともあり、音高がずれるなどの装置の老朽化が進み、1987年（昭和62年）7月15日ごろに装置が突然動かなくなってしまった。修理を試みるものの、かなり古い機種で修理に必要な部品が集められなかったため再び動かすことはついにできず、装置は解体撤去され現存しない。荒城の月、この道のシリンダー・オルゴール部分のみ2009年当時、同店で保管されていたが、廃業後はせんだいメディアテークで保管されており、2017年5月に同館で開催された「さようなら丸光」展にも登場している。
その代わりに、仙台ビブレ閉店ごろまで青葉通沿いに大きなからくり時計なるものが設置された。
2016年6月には創業70周年を記念した大感謝祭が1ヶ月間開催され、その期間中ミュージックサイレン「この道」を約30年ぶりに復活させた。前述のとおりミュージックサイレンは解体撤去されているため、屋上にスピーカーを設置し6日間（同月1、4、5、15、18、19日）の正午、午後3時、午後5時に放送をおこなった。

### CMソング
1972年（昭和47年）11月の増床改築完成を記念して、当時どちらもヤング101のメンバーであった伊藤三礼子（伊藤久男の長女）と藤島新のデュエットによる新たなCMソング『愛のある街』が制作された。『愛のある街』は丸光のテレビ・ラジオCMのほか、TBCラジオの番組「朝の百貨店案内」で、丸光が閉店した1991年（平成3年）8月16日までオンエアされた。なお、それ以前の1965年（昭和40年）にも、金井克子、およびスリー・グレイセスの歌によるCMソング（歌い手が異なるだけで、楽曲は同一のもの）が制作されている。65年版・72年版、どちらも作詞は伊藤アキラ、作曲は越部信義のコンビによる。

## 関連会社
- さくら野百貨店 - 法人としては3代目。初代のさくら野百貨店から会社分割された元・さくら野東北で、青森店、弘前店、八戸店、北上店、石巻店を引き継いだ。会社分割時は子会社であったが、後に資本関係を解消した。ただし、倒産まで商品供給などにおいて協力関係にあった。
- OPA - OPAがダイエー時代の2009年に仙台店のリニューアルを支援した。